# Kim Poulsen
Kim Poulsen (22 marzo 1959) è un allenatore di calcio e dirigente sportivo danese.

## Palmarès

### Club

#### Competizioni nazionali
- Coppa di Danimarca: 1

Viborg: 1999-2000
- Supercoppa di Danimarca: 1

Viborg: 2000